# Célestine Olibé Trazéré
Célestine Olibé Trazéré, est née le 6 avril 1967 à Bouaké. Elle fait partie des députés de l’Assemblée nationale de Côte d’Ivoire...

## Biographie
De père Bété et de mère Baoulé. Marié et mère de 5 cinq enfants, Trazéré Olibé Célestine épouse Koné, parle le français, l'anglais et l'espagnol. Elle pratique l’athlétisme, la gymnastique de salle. C'est une passionnée de musique et de scrabble.

## Parcours scolaire
De 1975 à 1983, Célestine Trazéré finit sont primaire avec le certificat d’études primaires (CEP) à l’école primaire protestante de Bouaké. En 1987, elle achève son premier cycle avec le brevet d’études du premier cycle au Collège Victor Hugo de Bouaké (BEPC) et termine son lycée en 1992 avec le Baccalauréat A2 au Collège Victor Hugo de Bouaké.
Elle achève le DEUG 1 et 2 de 1993 à 1994 à l’Université de Bouaké et enchaîne avec l’acquisition de la licence en droit privé en 1995, la maîtrise en droit des affaires en 1996 au sein de la même université et son cycle ingénieur en 2005. En juin 2005, elle est diplômée d’etudes supérieures spécialisées en gestion des carrières et management des ressources humaines (DESS).

## Carrière politique
En août 2011, elle est nommée Directrice de l’Agence Nationale de la Salubrité Urbaine (ANASUR), établissement public à caractère industriel et commercial. Créé par décret N°2007-587 du 4 octobre 2007 et sous tutelle du ministère de la Salubrité urbaine, il a pour mission de planifier, étendre, et équiper les infrastructures de salubrité urbaine. En novembre 2011, elle devient Conseillère technique du ministre Anne Désirée Ouloto.
Le 11 décembre 2011 elle est sollicitée pour défendre les couleurs de son parti aux élections législatives, ce qui lui ouvre les portes du Parlement. Avec plus de 66 % de voix, elle devient le premier cadre du RDR à donner à ce parti un élu à Issia. Trazéré Olibé Célestine est députée de la circonscription électorale Boguédia-Issia-Tapéguia et Vice Présidente de l’Assemblée nationale de Côte d’Ivoire. Avant son élection à l’Assemblée Nationale, elle était Conseillère technique chargée de la salubrité urbaine, au ministère de la Salubrité urbaine. Cadre supérieur en gestion des ressources humaines, Célestine est fondatrice de l’école supérieure HEC La Roche, une école d’enseignement supérieur des hautes études commerciales, et l’un des leaders les plus actifs de la société civile ivoirienne.

## Engagement social
Elle est Présidente de l’ONG « la Maison de l’orphelin » de la cellule féminine de la mosquée de la Riviera Palmeraie et la Présidente de la vague  « Cinq Millions de Femmes pour ADO ». Cette cellule de s’implique dans le retour de la cohésion entre les différentes communautés du Gbêkê, sa région, l’une des zones les plus marquées par la crise.